# Выставкин, Николай Иванович
Николай Иванович Выставкин (6 [19] декабря 1904, Орёл — 24 апреля 1992, Киев) — советский легкоатлет, специализировавшийся на метаниях (метание диска, молота, толкание ядра). Бронзовый призёр чемпионатов СССР. Заслуженный мастер спорта СССР (1946), Заслуженный тренер УССР (1964), Заслуженный тренер СССР (1972).

## Биография
Родился 6 (19) декабря 1904 года в городе Орёл.
В 1928 году, будучи инструктором физического воспитания на руднике имени Карла Либкнехта в городе Кривой Рог, стал чемпионом I Спартакиады СССР в метании диска. Один из основателей спортивного движения в Кривом Роге.
В 1929 году окончил профкурсы. В 1934 году окончил Харьковский институт физической культуры.
Участник Великой Отечественной войны, капитан.
Судья всесоюзной категории (1956). В 1950—1960 годах работал начальником отдела лёгкой атлетики Спорткомитета Украинской ССР. Работал тренером спортивного общества «Колос». Подготовил олимпийского чемпиона по метанию молота Анатолия Бондарчука. Кандидат педагогических наук (тема «О делении метателей тяжёлых снарядов на весовые категории», 1952, Киев), доцент. Член КПСС.
Соавтор книги «Тренировка легкоатлетов зимой на открытом воздухе» (1956). Редактор (совместно с Зосимой Синицким) книги «Специальные упражнения легкоатлетов» (1962, 1966).
Умер 24 апреля 1992 года в Киеве.

## Спортивные результаты
- Лёгкая атлетика на Спартакиаде УССР 1927[укр.] года:
  - Толкание ядра —  (11,765);
  - Метание мяча —  (55,68, рекорд УССР);
- Всесоюзные соревнования по лёгкой атлетике 1931 года:
  - Толкание ядра —  (12,83);
- Чемпионат СССР по лёгкой атлетике 1934 года:
  - Метание молота — 6-е место (32,05);
- Первенство профсоюзов Харькова по лёгкой атлетике 1934 года:
  - Прыжок в высоту —  (1,60);
  - Толкание ядра —  (13,49);
  - Метание диска —  (42,70, рекорд УССР);
- Чемпионат СССР по лёгкой атлетике 1936 года:
  - Метание молота —  (43,68);
- Чемпионат СССР по лёгкой атлетике 1943 года:
  - Метание диска —  (37,65);
  - Метание молота —  (37,69);
- Спартакиада Сибири 1944 года:
  - Толкание ядра —  (12,13);
  - Метание диска —  (38,56).

## Семья
- Выставкин, Юрий Николаевич (1936—2001) — сын, советский баскетболист.